# Хинриксен, Торкильд
То́ркильд Хи́нриксен (нем. Torkild Hinrichsen; род. 17 марта 1948, Гамбург, Германия) — немецкий искусствовед, директор Альтонского музея в 2007—2013 годах.

## Биография
Торкильд Хинриксен изучал историю искусства, историю и археологию в Гамбургском университете, где затем занял должность ассистента искусствоведения. С 1979 года Хинриксен работал на должности научного сотрудника в Альтонском музее, в 1980—1986 годах занимал должность заместителя директора в Музее искусства и истории культуры в Дортмунде, где отвечал за переформирование коллекции. В 1986 году Хинриксен вернулся в Альтонский музей на должность заместителя директора и куратора музейной и научной коллекций отдела общей истории культуры и филиала в Доме Рикков. В 2007 году занял должность директора Альтонского музея. В 2013 году Хинриксен успешно предотвратил закрытие музея, планировавшееся Сенатом Гамбурга во главе с Кристофом Альхаусом. В 2013 году Торкильд Хинриксен удостоился рыцарского креста ордена Данеброга.